# Arctornis ardea
Arctornis ardea är en fjärilsart som beskrevs av Holloway 1999. Arctornis ardea ingår i släktet Arctornis och familjen tofsspinnare. Inga underarter finns listade i Catalogue of Life.